# Leisure Suit Larry 6: Reiß’ auf oder schieb ab!
Leisure Suit Larry 6: Reiß’ auf oder schieb ab! (Originaltitel Leisure Suit Larry 6: Shape Up or Slip Out!) ist ein Point-and-Click-Adventure-Computerspiel und der fünfte Teil innerhalb der Leisure Suit Larry Serie, deren vierter Teil nie erschien. Es ist der Nachfolger zu Leisure Suit Larry 5: Passionate Patti macht beim Geheimdienst mit. Ursprünglich wurde es 1993 für MS-DOS veröffentlicht. Im Folgejahr erschien eine Version auf CD-ROM für Windows 3.1 und Mac OS. Erstmals innerhalb der Serie wurde das Spiel vertont. Mit Leisure Suit Larry 7: Yacht nach Liebe! erschien ein direkter Nachfolger. 2017 wurde Leisure Suit Larry 6: Reiß’ auf oder schieb ab! auf Steam mit Unterstützung für Microsoft Windows digital wiederveröffentlicht.

## Entwicklung
Das Entwicklungsteam war mittlerweile gut eingespielt. Für die Entwicklung wurde das zu dem Zeitpunkte neue Photoshop erstmals neben den hausinternen Werkzeugen verwendet. Eine zweite Version des Spiels wurde mit SCI für höhere Auflösung konzipiert.

## Handlung
Der Protagonist Larry Laffer erhält als Trostpreis bei einer Gameshow einen Aufenthalt im Hotel La Costa Lotta, das etwas heruntergekommen ist und vorwiegend gesundheitsorientierte Attraktionen besitzt.

## Rezeption
Die Point-and-Click-Steuerung nehme den Frust, den Textparser in Vorgängern erzeugt haben. Aktueller Software Markt vergab die Auszeichnung ASM-Hit auch wenn die Technik etwas veraltet eingestuft wurde. Die Hintergrundgeschichte sei etwas weniger spektakulär. Das Angraben der Frauen sei etwas banal. Das für das prüde Amerika brisante Thema werde augenzwinkernd behandelt. Die US-amerikanische Verklemmtheit lasse das Spiel jedoch stellenweise peinlich wirken. Es balanciere ungeschickt zwischen Satire, Homophobie und Schlüpfrigkeit. Die Rätsel seien entweder zu leicht oder schlicht unfair, sodass Versuch und Irrtum dominiere. Die Rätseldichte sei niedrig, dafür werde der Spieler mit viel Text erschlagen. Zwar könne die Spielfigur weiterhin versterben, jedoch ist eine Autosave-Funktion eingebaut. Die Geräuschuntermalung sei herausragend.
Die Fassung auf CD-ROM ermöglichte SVGA-Grafik. Die deutschen Untertitel seien miserabel übersetzt. Die Sprecher für die Sprachausgabe seien klug gewählt. Am schlechten Design der Puzzle habe sich jedoch nichts geändert. Die CD-Fassung hole nur das nach was ursprünglich für die Disketten-Version bereits angekündigt war.